# Blue Weaver

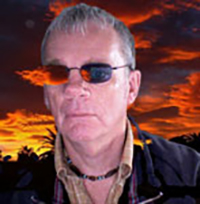
Foto de Blue Weaver

Blue Weaver (nacido como Derek John Weaver, 11 de marzo de 1947, Cardiff, Gales) es un teclista británico, escritor de canciones y productor musical. Exmiembro de la banda Amen Corner y de su sucesor Fair Weather, él reemplazó a Rick Wakeman en Strawbs cuando Wakeman dejó dicha banda para unirse a Yes. Dejó Strawbs en 1975 para trabajar con The Bee Gees, donde se mantuvo con ellos durante 5 años. Ha tenido una gran carrera como músico, tocando con grupos como Mott the Hoople y Pet Shop Boys. Él compuso el soundtrack de la película, Times Square.
Es actualmente director del "Music Producers Guild" del Reino Unido.